# 赤井忠家
赤井 忠家（あかい ただいえ）は、戦国時代から江戸時代初期にかけての武将・旗本。丹波に勢威を振るった豪族・赤井氏の当主。

## 生涯

### 明智光秀との戦い
赤井家清の子として誕生。
9歳の時に父・家清が戦の傷がもとで死去したため家督を継ぎ、叔父・荻野直正の補佐を受けた。永禄13年（1570年）3月、木下秀吉の仲介で織田信長に所領安堵される。
元亀2年（1571年）11月、氷上郡山垣城（丹波市青垣町山垣）の足立氏を攻撃してきた山名祐豊の軍勢を、直正とともに撃退する。
元亀4年（1573年）に信長と将軍・足利義昭の対立が起きると、赤井氏・荻野氏は義昭方の立場を取った。天正3年（1575年）11月、織田家臣・明智光秀により直正の居城・黒井城が包囲されたが、翌天正4年（1576年）1月、明智方にいた多紀郡八上城の波多野秀治の寝返りにより明智軍は撤退した（第一次黒井城の戦い）。同年4月、忠家・直正は信長に詫言を伝え、和睦した。
天正6年（1578年）3月には直正が死去し、この頃より赤井氏・荻野氏は波多野氏と結んで織田氏への抵抗姿勢を明らかにする。同年4月には、明智光秀に攻められる荒木城の荒木氏綱へ波多野秀治らとともに加勢し（『本城惣右衛門覚書』）、また波多野秀治・荻野直信とともに「明智領分」に侵入して勝利を収めたという。
それに対し光秀は、天正6年（1578年）9月頃より波多野氏の八上城の包囲を始め、赤井氏・荻野氏と波多野氏の連携を防ぐため氷上郡と多紀郡の境に金山城を築くなどした。
天正7年（1579年）6月1日に八上城が落城し、多紀郡をほぼ制圧した光秀は、軍勢を氷上郡へと進める。同年8月9日、明智軍の攻撃により黒井城は陥落した（第二次黒井城の戦い）。8月24日には忠家が城主といわれる高見城（丹波市氷上町佐野高見城山）も攻められており、まもなく落城したとみられる。敗れた忠家は遠江国二俣へと逃れた。

### 丹波出国後
文禄元年（1592年）、朝鮮出兵の時に豊臣秀吉に仕えた。文禄2年（1593年）9月2日、播磨国美嚢郡に1,000石を宛行われる。秀吉の弟の豊臣秀長と不和となり、大久保忠世を仲介に徳川家康に仕官を願ったが、一族等のもとにいるよう命じられる。後に再び豊臣氏に仕官するが、また退いている。
慶長5年（1600年）、石田三成の与力・矢田部助兵衛から忠家の家臣である矢田部新左衛門に送られてきた密書を、家康に献上した。この時、大和国十市郡内に1,000石を与えられている。関ヶ原の戦いには東軍として参加。戦後、十市郡内に1,000石加増され、十市郡に合わせて2,000石知行している。
慶長10年（1605年）、伏見にて死去した。享年57歳。